# Outfit7
Outfit7 (prej Outfit7 Limited) je slovenski razvijalec videoiger, najbolj znan kot ustvarjalec aplikacije in medijske franšize Talking Tom & Friends. Podjetje sta ustanovila Samo in Iza Login. Podjetje deluje v 7 studiih po vsem svetu in se skoraj izključno osredotoča na mobilne igre, povezane s franšizo Talking Tom & Friends.

## Zgodovina
Outfit7 sta ustanovila Samo in Iza Sia Login, ki sta na fakulteti študirala računalništvo in sta želela vstopiti v posel z mobilnimi aplikacijami po prvem nastopu App Store. Leta 2009 sta skupaj s šestimi prijatelji vložila 180.000 evrov in ustanovila pisarno v Ljubljani, kjer sta razvila nekaj aplikacij. Njihovih prvih nekaj poskusov je bila aplikacija za nogomet, popotniški vodnik po Islandiji in "aplikacija za potrjevanje bogastva", vendar so bili neuspešni. Po šestih mesecih poskusov sta Iza Sia in Samo razvila otroško aplikacijo Talking Tom, v kateri je animirani maček Tom ponavljal v "visokem helijevem cvilenju vse, kar je izgovorjeno v mikrofon iPhone-a, skupaj z drugimi reakcijami na hranjenje in božanje.

## Seznam iger
- Talking Tom
- Talking Gina the Giraffe
- Talking Ben the Dog
- Talking Tom 2
- Talking Tom & Ben News
- Talking Pierre the Parrot
- Talking Larry the Bird
- Tom's Love Letters
- Tom Loves Angela
- Talking Ginger
- Talking Ginger 2
- My Talking Tom
- My Talking Angela
- Talking Tom Jetski
- Talking Tom Bubble Shooter
- Talking Tom Gold Run
- My Talking Hank: Islands
- Talking Angela Color Splash
- Talking Tom Camp
- Talking Tom Pool
- Talking Tom Jetski 2
- Talking Tom Candy Run
- Talking Tom Cake Jump
- Talking Tom Jump Up
- My Talking Tom 2
- Talking Tom Fun Fair
- Talking Tom Hero Dash
- Talking Tom Splash Force
- My Talking Tom Friends
- Talking Tom Blast Park
- My Talking Angela 2
- Talking Tom Time Rush
- Talking Ben AI